# Robert Linzeler
Robert Linzeler est un joaillier-orfèvre et skipper français né le 7 mars 1872 à Paris et mort le 25 janvier 1941 dans la même ville. 
L'exécution de plusieurs trophées de voile lui est confiée. Il dessine le trophée de la One Ton Cup, une compétition du Cercle de la voile de Paris créée en 1899. La Coupe internationale de l'Exposition universelle de 1900, qui sert de support aux épreuves de voile des Jeux olympiques de Paris, est aussi de sa création.
Il est cité dans le rapport de Bill Mallon, président de la Société internationale des historiens olympiques, comme double médaillé d'argent de voile aux Jeux olympiques de 1900 dans les courses 0,5 à 1 tonneau ; néanmoins le rapport officiel de 1900 mentionne deux fois Robert Linzeler mais seulement en tant qu'artiste.
Lors de la Première Guerre mondiale, il dirige le service des évacuations de la IVe Armée.
Il est dans l'entre-deux-guerres président de la Fédération française des Artistes mobilisés.
En 1923, il fait réaliser par l'architecte décorateur Louis Süe (1875-1968) et son associé le peintre André Mare son magasin du 4 rue de la Paix, dans le 8e arrondissement de Paris.
En 1927, il crée le trophée de la Coupe de France féminine de golf, la Coupe Femina, qui disparaît quelques années plus tard.